# Nucifraga
Nucifraga és un gènere d'ocells de la família dels còrvids, a l'ordre dels passeriformes que són coneguts genèricament com a trencanous. Deuen el nom a una dieta especialitzada en llavors de diferents espècies de pins. En zones on escassegen aquests arbres, es poden alimentar també de llavors de pícees (Picea sp.) i avellanes (Corylus sp.). Llurs becs són eines perfectament especialitzats en l'extracció de les llavors de les pinyes. Tenen el costum d'emmagatzemar els excedents de llavors per a consum posterior. Complementen la dieta amb insectes, incloent larves de vespes i abelles, ous i pollets d'altres aus, i carronya si està a l'abast.
Fan el niu en la part superior d'una conífera alta. Allí ponen 2 - 4 ous que coven durant 18 dies. Ambdós sexes alimenten als pollets durant uns 23 dies. Els joves romanen amb els seus pares durant molts mesos, per tal d'aprendre les tècniques d'emmagatzematge d'aliments.
Cap de les espècies és migratòria, però poden irrompre fora de l'àrea de distribució en cas de manca d'aliments.
Segons la classificació del Congrés Ornitològic Internacional (versió 2.4, 2010), el gènere està format per tres espècies.
- Trencanous eurasiàtic (Nucifraga caryocatactes), d'Europa i Àsia.
- Trencanous americà (Nucifraga columbiana), de l'oest d'Amèrica del Nord.
- Trencanous de Caixmir (Nucifraga multipunctata), considerat per molts autors una subespècie de N. caryocatactes.